# Ptiladarcha
Ptiladarcha és un gènere d'arnes de la família Crambidae. Conté només una espècie, Ptiladarcha consularis, que es troba a Fiji.